# Chlorotocella
Chlorotocella is een geslacht van kreeftachtigen uit de klasse van de Malacostraca (hogere kreeftachtigen).

## Soorten
- Chlorotocella gracilis Balss, 1914
- Chlorotocella spinicaudus (H. Milne Edwards, 1837 [in Milne Edwards, 1834-1840])